# Урсаци (Горж)
Урсаци (рум. Ursați) насеље је у Румунији у округу Горж у општини Таргу Жиу. Oпштина се налази на надморској висини од 242 m.

## Становништво
Према подацима из 2002. године у насељу је живело 283 становника, од којих су сви румунске националности.